# 아브라함 오르텔리우스
아브라함 오르텔리우스(Abraham Ortelius, 1527년 4월 14일 ~ 1598년 6월 28일)는 플랑드르의 지도 제작자이자 지리학자로, 최초의 근대적 지도책으로 여겨지는 《세계의 무대》(라틴어: Theatrum Orbis Terrarum)를 출간했다. 또한 그는 대륙들이 한때 붙어 있었다가 현재의 위치로 이동했다고 제안한 최초의 인물로 생각된다.

## 생애
오르텔리우스는 1527년 4월 14일(율리우스력으로 4월 4일)에 당시 합스부르크 네덜란드에 속해 있던 안트베르펜에서 태어났다. 오르텔리우스의 가족은 원래 신성 로마 제국의 자유제국도시인 아우크스부르크 출신이었다. 1535년에 오르텔리우스 가족은 개신교를 믿는다는 혐의를 받았다. 오르텔리우스의 아버지가 죽자, 종교적 이유로 잉글랜드에 망명해 있던 삼촌 야코뷔스 판메테렌이 돌아와 그를 보살폈다. 아브라함은 훗날 런던으로 이주하게 되는 그의 사촌 에마뉘엘 판메테렌과 가까운 관계를 유지했다. 1575년에 오르텔리우스는 아리우스 몬타누스의 추천을 얻어 스페인 국왕 펠리페 2세의 궁정 지리학자로 임명되었다. 아리우스 몬타누스는 오르텔리우스가 정통 가톨릭 신자라고 보증했다.
그는 유럽을 널리 여행했으며 특히 네덜란드 17주, 독일(1560, 1575 ~ 1576 등), 프랑스(1559 ~ 1560), 잉글랜드와 아일랜드(1576), 이탈리아(1578, 또 어쩌면 1550년과 1558년 사이에 두세 번 더)을 여행한 것이 알려져 있다.
그는 1547년에 지도 채색공으로 안트베르펜의 성 루카 길드(화가와 예술가들의 조합)에 가입했다. 그는 부업으로 책, 문서, 지도 등을 거래하여 돈을 벌었고, 매년 프랑크푸르트 도서전에 참여했는데, 1554년에 이 행사에서 게라르두스 메르카토르를 만났다. 그는 1560년에 메르카토르와 함께 트리어, 로트링겐 공국, 푸아티에를 여행하면서 메르카토르의 영향으로 지리학자가 되겠다는 마음을 먹은 것으로 보인다.
오르텔리우스는 1598년 안트베르펜에서 죽었다. 흔히 알려진 바와 달리 자식이 없었던 오르텔리우스는 ‘메르카토르-오르텔리우스의 집’(네덜란드어: Mercator-Orteliushuis, Kloosterstraat 11–17, 안트베르펜)에 산 적이 없고, 다만 자기 누이의 집(Kloosterstraat 33–35, 안트베르펜)에서 살았다.

## 지도

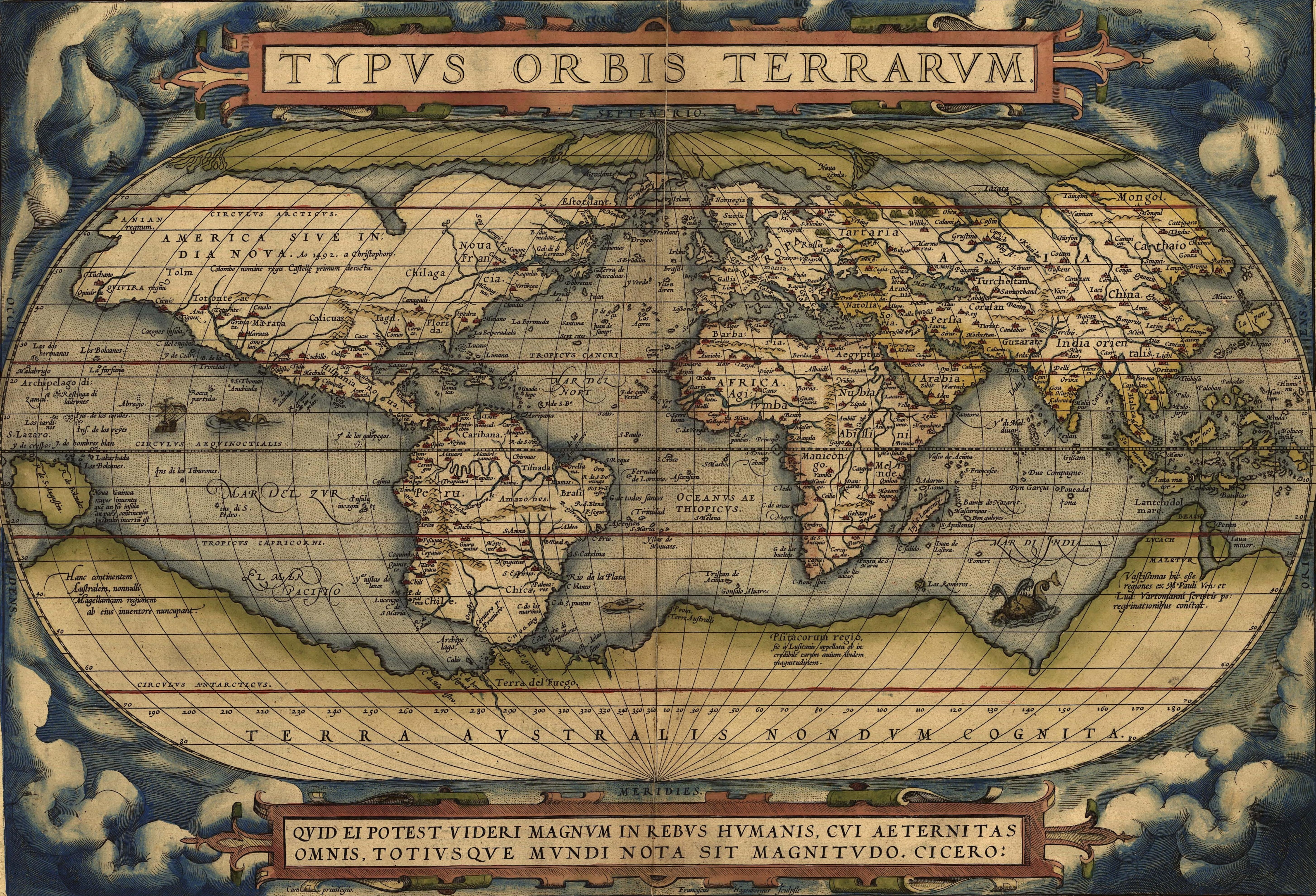
〈세계의 형상〉, 1564년

1564년 그는 자신의 첫 지도인 〈세계의 형상〉(라틴어: Typus Orbis Terrarum)을 출간하였다. 이 여덟 장짜리 세계지도에는 뉴기니섬까지 뻗어 있는 테라 아우스트랄리스의 북쪽 끄트머리에 레기오 파탈리스와 로카크(마르코 폴로가 중국 남쪽에 있다고 말한 나라)가 위치한 것으로 나와 있다. 이 지도는 훗날 그의 지도책 《세계의 무대》에 축소된 형태로 다시 실리게 된다. (현재 남아 있는 유일한 사본은 바젤 대학교 도서관에 있다.) 그는 또 1565년에 이집트의 두 장짜리 지도를, 1568년에 네덜란드 브리텐뷔르흐 성의 평면도를, 1567년에 아시아의 여덟 장짜리 지도를, 그리고 1570년 이전에 스페인의 여섯 장짜리 지도를 출간했다.
1578년에 그는 고대 지리학을 비판적으로 검토한 저서인 《지리학상의 동의어》(Synonymia geographica)를 펴냈다. 출판은 안트베르펜의 플란테인 출판사가 맡았다. 이 책은 1587년에 개정·확장되어 《지리학 유의어 사전》(Thesaurus geographicus)이라는 제목으로 출판되었고 1596년에 다시 확장되었다. 이 마지막 판본에서 오르텔리우스는 대륙 이동설을 제시하는데, 이는 수백 년 뒤에야 사실로 증명되었다.
1596년에 오르텔리우스는 안트베르펜 시로부터 훗날 루벤스가 받은 것과 비슷한 감사의 표시를 받았다. 그는 1598년 6월 28일에 죽었고 안트베르펜의 성 미힐 수도원 묘지에 묻혔는데, 수많은 시민들이 그를 애도했다고 알려져 있다. 그의 묘비에는 다음과 같은 글이 새겨져 있다. Quietis cultor sine lite, uxore, prole (다툼도 아내도 자식도 없이 조용하게 봉사한 이.)

### 《세계의 무대》

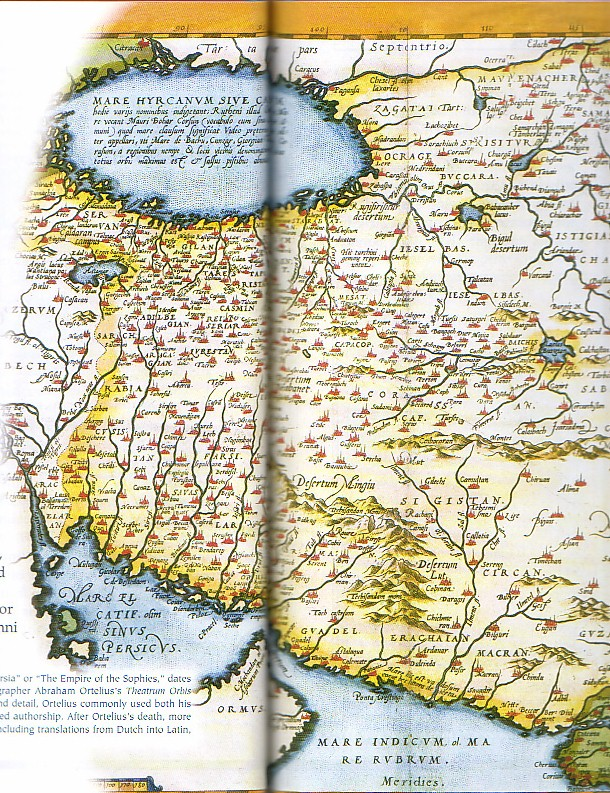
《세계의 무대》에 실린 페르시아 제국 지도

1570년 5월 20일, 힐리스 코펀스 판디스트는 오르텔리우스의 《세계의 무대》(Theatrum Orbis Terrarum)을 출판했다. 53개의 지도로 이뤄진 이 책은 “최초의 근대적 지도책”으로 평가된다. 이 책은 1572년 말까지 네덜란드어, 프랑스어, 독일어 판본에 더해 세 가지 라틴어 판본이 나왔고, 오르텔리우스 생전에 25개의 판본이 나왔으며, 그의 사후에도 수요가 이어져 대략 1612년까지 새로운 판본이 계속 나왔다. 대부분의 지도는 다른 사람의 지도를 복제한 것이다. (초판에서 오르텔리우스는 지도를 만든 87명의 이름을 언급했고, 1601년 라틴어판에서는 이 숫자가 183명으로 늘었다.) 지도상의 경계와 지명에서도 여러 오류가 나타난다. 예를 들어 남아메리카는 처음에 매우 잘못된 모양이었는데, 1587년 프랑스어판에서 고쳐졌다. 또 스코틀랜드의 지도에서는 그램피언 산맥이 포스만과 클라이드만 사이에 있는 것으로 잘못 나와 있다. 그러나 전체적으로 보아 이 지도들과 그에 딸린 설명은 보기 드문 학식과 노력을 보여주는 기념비적 업적이다. 《세계의 무대》의 전신이자 원형은 오르텔리우스의 친구이자 후원자인 힐리스 호프트만이 그의 재력과 대리인들을 통해 수집한, 유럽과 아시아, 아프리카, 타르타리아, 이집트 지역을 담은 38장의 지도 모음이었다. 이는 대부분 로마에서 출판되었고 네덜란드 남부에는 8 ~ 9개뿐이었다.

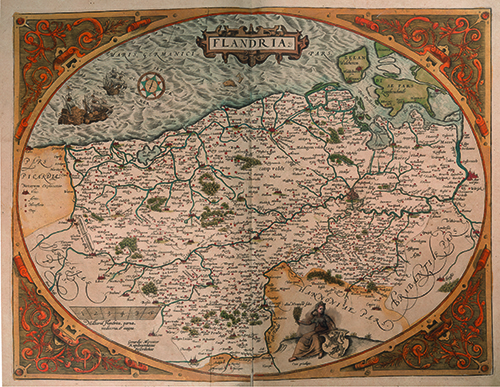
1574년 《세계의 무대》에 실린 플란데런의 지도

1573년에 오르텔리우스는 열일곱 장의 지도를 《세계의 무대 부록》(Additamentum Theatri Orbis Terrarum)이라는 제목으로 출간했다. 이후로 네 권의 부록이 더 출판되었고, 마지막 것은 1597년에 나왔다. 그는 동전, 메달, 그 밖의 골동품에도 관심이 많았고 훌륭한 수집품을 모았는데, 이로부터 《신들과 여신들의 두상... 오르텔리우스의 박물관으로부터》(Deorum dearumque capita ... ex Museo Ortelii)이라는 제목의 책으로 출판되었다. 초판은 1573년에 나왔고, 1582, 1602, 1612, 1680, 1683년에 재판되었으며, 마지막으로 1699년에 《고대 그리스의 보물》(Thesaurus Graecarum Antiquitatum)이라는 제목으로 출판되었다.
《세계의 무대》에 영감을 받아, 게오르크 브라운이 편집하고 프란스 호헨베르흐가 오르텔리우스 자신의 도움을 받아 그린 여섯 권짜리 책 《세계의 도시들》(Civitates orbis terrarum)이 출판되었다.

### 그 이후의 지도

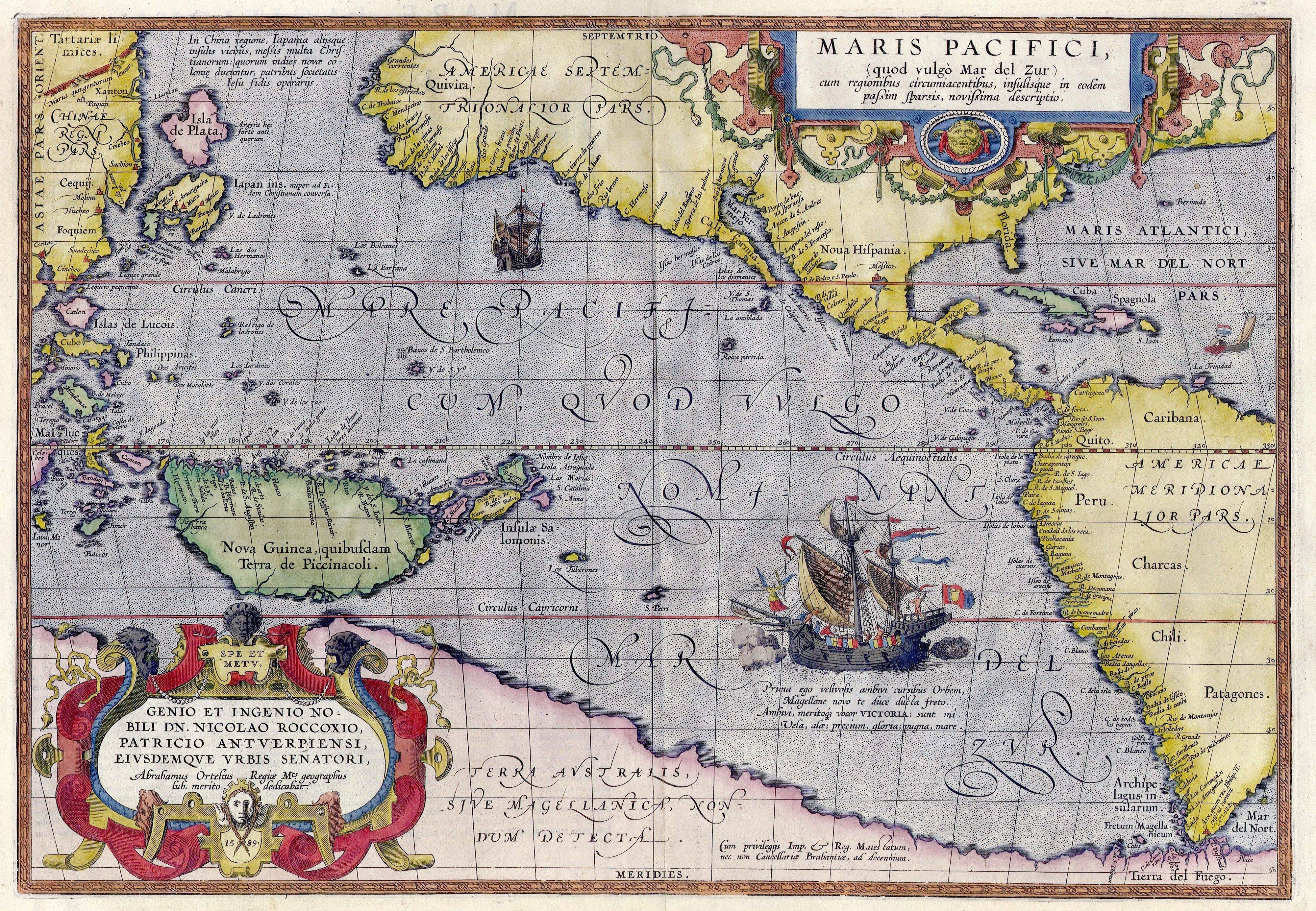
〈마리스 파키피키〉

1579년에 오르텔리우스는 《프톨레마이오스 지도의 지명》(Nomenclator Ptolemaicus)을 출판하였고, 고대의 역사를 설명하는 지도들의 모음인 《파레르곤》(Parergon)을 작업하기 시작했다. 또 그는 1575년의 벨기에와 라인란트 여행을 기록한 《갈리아 벨기카 여러 지역의 여행기》(Itinerarium per nonnullas Galliae Belgicae partes)를 출판하였다. (1584년에 초판이 나왔고, 1630년, 1661년, 1667년, 1757년에 재판되었다.) 1589년에는 처음으로 태평양 지역만을 그린 지도인 〈마리스 파키피키〉(Maris Pacifici)를 펴냈다. 말년에 그는 율리우스 카이사르 전집(C. I. Caesaris omnia quae extant, 레이덴, Raphelingen, 1593)과 《황금 시대의 초상, 또는 고대 게르만족의 삶, 관습, 의례, 그리고 종교》(Aurei saeculi imago, sive Germanorum veterum vita, mores, ritus et religio. Philippe Galle, 안트베르펜, 1596)를 편집했다. 또 그는 1598년에 마르쿠스 벨저가 포이팅거 지도를 출판하는 데 도움을 주었다.
오늘날 오르텔리우스가 만든 지도들의 원본은 수집가들에게 인기가 많고 가격이 수천만 원을 호가하기도 한다. 복사본도 시중에서 쉽게 구할 수 있다. 세계에서 가장 큰 직소 퍼즐 상품은 라벤스부르거 사에서 만든 18,000조각짜리 퍼즐인데, 이 퍼즐에 그려진 네 장의 고지도 중 하나가 오르텔리우스의 남북아메리카 지도이다.

## 대륙 이동
오르텔리우스는 아메리카와 유럽-아프리카의 해안선이 동일한 모양이라는 사실을 처음으로 지적했고, 그에 대한 설명으로 대륙이 이동했다고 제안했다.
아브라함 오르텔리우스는 자신의 저서 《지리학 유의어 사전》(Thesaurus geographicus)에서 [...] 아메리카 대륙이 “지진과 홍수에 의해 [...] 유럽과 아프리카로부터 찢겨 나왔다”고 제안했고, 이어서 “세계 지도를 가져와 세 [대륙]의 해안선을 꼼꼼히 관찰하면 이 찢어짐의 흔적이 저절로 드러난다.”고 말했다.— Kious & Tilling (1996)

오르텔리우스의 대륙 해안선에 대한 관찰과 대륙이 갈라져 이동했다는 제안은 20세기 후반까지 주목을 받지 못했다. 이러한 주장은 18세기와 19세기에도 나왔고 이후 1912년에 알프레트 베게너도 같은 주장을 내놓았다. 베게너의 논문은 독일어와 영어로 쉽게 접근이 가능했고 여러 지질학적 증거를 제시했기 때문에 대부분의 지질학자들은 베게너를 대륙 이동설을 처음 제안한 사람으로 인정한다. 프랭크 버슬리 테일러(1908)도 일찍이 대륙 이동설을 주장했다. 1960년대에 해령에서 일어나는 해양저 확장에 대한 지구물리학적·지질학적 증거가 쌓이면서 마침내 대륙 이동은 전 지구에서 지금까지도 계속 일어나고 있는 현상으로 받아들여지게 되었다. 300년도 넘는 시간이 지나 오르텔리우스의 추측이 사실로 증명된 것이다.